# França nos Jogos Olímpicos de Inverno de 1936
A França participou dos Jogos Olímpicos de Inverno de 1936 em Garmisch-Partenkirchen, na Alemanha.
A equipe olímpica francesa ganhou uma medalha na competição, ficando em décimo lugar no quadro geral de medalhas.

## Lista de medalhas francesas

### Medalhas de ouro
| Esporte              | Modalidade | Atleta | Performance |
| Medalhas de ouro : 0 |            |        |             |

### Medalhas de prata
| Esporte               | Modalidade | Atleta | Performance |
| Medalhas de prata : 0 |            |        |             |

### Medalhas de bronze
| Esporte                | Modalidade           | Atleta       | Performance |
| Medalhas de bronze : 1 |                      |              |             |
| Esqui alpino           | Combinado alpino (M) | Emile Allais |             |